# Bruno Bruyère
Bruno Bruyère (* 31. Dezember 1965 in Brüssel) ist ein ehemaliger belgischer Radrennfahrer.

## Sportliche Laufbahn
Bruyère  war im Straßenradsport aktiv. 1985 siegte er in der Militärmeisterschaft im Straßenrennen. Als Amateur wurde er 1986 Zweiter in der Tour de Wallonie hinter Maurizio Fondriest und Zweiter im Grand Prix des Marbriers. In der Tour de l’Avenir 1986 wurde er 12. und damit bester Belgier, 1987 wurde er 39. In der Österreich-Rundfahrt kam er auf den 34. Rang.
Von 1987 bis 1990 war Bruyere Berufsfahrer. Im Grote Prijs Raf Jonckheere 1989 kam er hinter Adri van der Poel auf den zweiten Platz. Dritter wurde er 1987 beim Grote Prijs Stad Vilvoorde. Die Tour de France 1988 beendete Bruyère nicht. Im Giro d’Italia 1989 wurde er 49. In den Rennen der Monumente des Radsports war der 59. Platz im Rennen Lüttich–Bastogne–Lüttich 1988 sein bestes Resultat.